# Hedera caucasigena
Hedera caucasigena là một loài thực vật có hoa trong Họ Cuồng cuồng. Loài này được Pojark. mô tả khoa học đầu tiên năm 1950.